# بطاقة التداول
بطاقة التداول (أو بطاقة التجميع)، هي بطاقة صغيرة، تُصنع عادةً من الورق المقوى أو الورق السميك، وتحتوي عادةً على صورة لشخص أو مكان أو شيء (خيالي أو حقيقي) ووصف موجز للصورة، بالإضافة إلى نص آخر (مثل: هجمات، إحصائيات، أو معلومات عامة). تُعرف البطاقات، عند تداولها بشكل منفصل، باسم البطاقات الفردية. هناك تنوع كبير في أنواع البطاقات المختلفة.
ترتبط بطاقات التداول تقليديًا بالرياضة (بطاقات البيسبول شائعة بشكل خاص)، ولكنها قد تشمل أيضًا مواضيع مثل بطاقات بوكيمون وبطاقات تداول أخرى غير رياضية. غالبًا ما تتضمن هذهِ البطاقات رسومًا متحركة، وشخصيات من القصص المصورة، ومسلسلات تلفازية، ولقطات من الأفلام. في عقد التسعينيات من القرن العشرين، اكتسبت البطاقات المصممة خصيصًا للألعاب شعبية كبيرة، مما أدى إلى تطورها إلى فئة مميزة، وهي ألعاب الورق القابلة للتحصيل. تعتمد هذهِ الألعاب في الغالب على أسلوب لعب خيالي. إن بطاقات الفن الخيالي هي نوع فرعي من بطاقات التداول التي تركز على الأعمال الفنية.

## تاريخ
بطاقات التداول هي أسلاف بطاقات السجائر والطعام (العلكة). كانت بطاقات السجائر من أقدم الجوائز التي وُجدت في منتجات البيع بالتجزئة؛ فقد صُممت بطاقات التداول للإعلان عن المنتجات التي كانت تُوضع في علب السجائر الورقية كدعامات لحماية محتوياتها. كانت شركتا ألين وجينتر في الولايات المتحدة عام 1886، والشركة البريطانية دبليو. دي. آند إتش. أو. ويلز عام 1888، أول شركتي تبغ تطبعان الإعلانات. بعد عامين، بدأت تظهر أيضًا صور مطبوعة على البطاقات بمجموعة موسوعية من المواضيع من الطبيعة إلى الحرب إلى الرياضة - وهي مواضيع جذبت المدخنين. بحلول عام 1900، كان هناك آلاف من مجموعات بطاقات التبغ التي تصنعها 300 شركة مختلفة. كان الأطفال يقفون خارج المتاجر ليسألوا الزبائن الذين اشتروا السجائر عن البطاقات الترويجية. بعد نجاح بطاقات السجائر، بدأ صانعي المنتجات الأخرى بإنتاج بطاقات تجارية، وكانت تُدرج ضمن المنتج أو تُسلم للعميل من قِبل البائع عند الشراء. لكن بحلول الحرب العالمية الثانية انتهى إنتاج بطاقات السجائر بسبب التقشف ومحدودية موارد الورق، ولم تشهد هذهِ البطاقات عودةً قويةً بعد الحرب. وبعد ذلك، بدأ هواة جمع جوائز منتجات التجزئة بجمع بطاقات الشاي في المملكة المتحدة وبطاقات علكة الفقاعات في الولايات المتحدة.

### بطاقات لعبة البيسبول

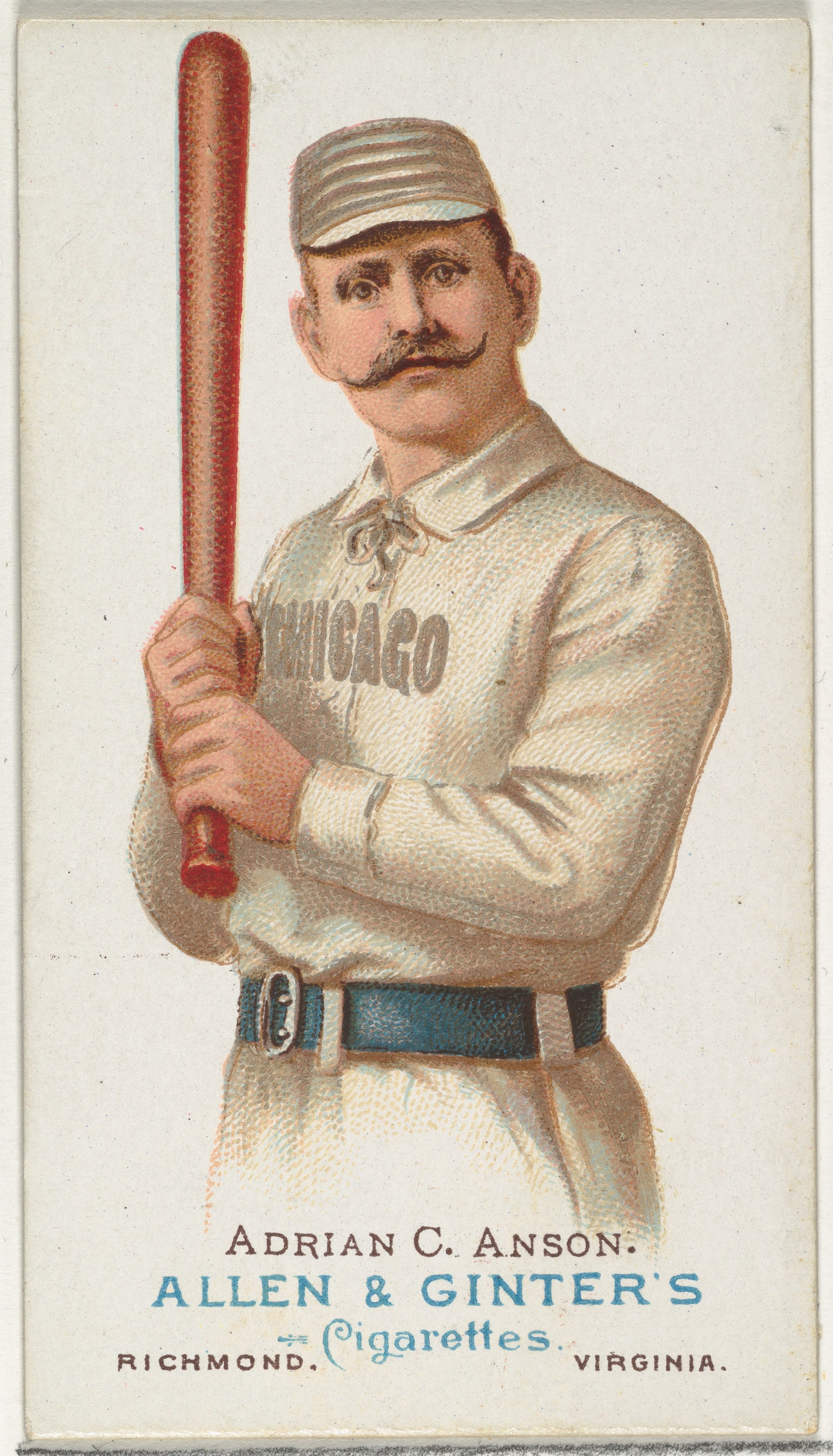
أدريان سي. أنسون مُصوَّر على بطاقة سجائر من ألين وجينتر، حوالي عام 1887

كانت بطاقات البيسبول الأولى عبارة عن بطاقات تجارية طبعتها شركة أدوات رياضية في أواخر عقد الستينيات من القرن التاسع عشر، في الوقت الذي أصبحت فيهِ لعبة البيسبول رياضة احترافية. جاءت معظم بطاقات البيسبول في بداية القرن العشرين في منتجات الحلوى والتبغ. وخلال هذه الحقبة، طبعت بطاقة البيسبول الأكثر قيمة على الإطلاق، وهي بطاقة السجائر رقم T206 التي تحمل صورة هونوس فاغنر. تعتبر مجموعة T206، التي وزعتها شركة التبغ الأمريكية في عام 1909، من قبل هواة الجمع هي المجموعة الأكثر شعبية على الإطلاق. في عام 1933، أصدرت شركة Goudey Gum Company في بوسطن بطاقات بيسبول تحمل سيرة اللاعبين على الظهر وكانت أول من وضع بطاقات البيسبول في علكة الفقاعات. ولا تزال مجموعة Goudey لعام 1933 واحدة من أكثر المجموعات القديمة شعبية وبأسعار معقولة حتى يومنا هذا. أصدرت شركة Bowman Gum في فيلادلفيا أول بطاقات بيسبول لها في عام 1948.

### بطاقات التداول الحديثة
بدأت شركة توبس للعلكة، المعروفة الآن باسم "شركة توبس"، بإدخال بطاقات التداول في علب علكة الفقاعات عام 1950، بمواضيع مثل راعي البقر هوبالونج كاسيدي، وفرانك باك من فيلم "أعيدوهم أحياءً" في رحلات صيد الطرائد الكبيرة في أفريقيا، وبطاقات كرة القدم الأمريكية. أنتجت توبس أول مجموعة بطاقات تداول للبيسبول عام 1951، بتصميم يشبه تصميم أوراق اللعب. في العام التالي، ابتكر سي بيرغر، مالك ومؤسس توبس، أول مجموعة بطاقات بيسبول حديثة، مكتملة بسجلات اللعب والإحصائيات، على شكل بطاقة توبس بيسبول عام 1952. تُعد هذه المجموعة من أشهر المجموعات على الإطلاق؛ وكانت أغلى قطعة فيها بطاقة توبس ميكي مانتل رقم 311 عام 1952، والتي يُشار إليها أحيانًا خطأً ببطاقة مانتل المبتدئة، مع أنها ظهرت في الواقع في مجموعة بومان بيسبول عام 1951. في 28 أغسطس 2022، تم بيع بطاقة بيسبول ميكي مانتل (توبس؛ رقم 311؛ إس جي سي إم تي 9.5) مقابل 12.600 مليون دولار.
اشترت شركة توبس منافستها الرئيسية، بومان غام، في عام 1956. كانت توبس رائدة في صناعة بطاقات التداول من عام 1956 إلى عام 1980، ليس فقط في بطاقات الرياضة ولكن في بطاقات الترفيه أيضًا. تم إنتاج العديد من البطاقات غير الرياضية الأكثر مبيعًا بواسطة توبس، بما في ذلك واكي بيكاج (1967، 1973-1977)، وحرب النجوم (ابتداءً من عام 1977) وبطاقات كاربج للأطفال (ابتداءً من عام 1985). في عام 1991، توقفت توبس عن تغليف العلكة مع بطاقات البيسبول الخاصة بها، والتي فضلها العديد من هواة الجمع لأن بطاقاتهم لم تعد قابلة للتلف بسبب بقع العلكة. في العام التالي، في عام 1992، توقفت توبس عن استخدام الورق المشمع بكثافة لتغليف عبوات البطاقات الخاصة بها وبدأت في استخدام البلاستيك السيلوفان حصريًا، وبالتالي القضاء على إمكانية وجود بقع الشمع على البطاقات العلوية والسفلية في العبوات.

### بطاقات التداول الرقمية
في محاولة لمواكبة أحدث التطورات التقنيةوالتوجهات الرقمية، بدأت شركات بطاقات التداول القائمة والجديدة في إنتاج بطاقات تداول رقمية تُباع حصريًا عبر شبكة الإنترنت أو كبديل رقمي للبطاقة التقليدية.
في عام 1995، أنتج مايكل أ. بيس بطاقات تداول "محوسبة"، باستخدام نظام حاسوبي مزود بأقراص مدمجة وأقراص مرنة.
في عام 2000، أطلقت شركة توبس علامة تجارية لبطاقات الرياضة تُسمى eTopps. كانت هذه البطاقات تُباع حصريًا عبر الإنترنت من خلال عروض الاكتتاب العام الأولي الفردي (العرض الأولي للاعبين)، حيث تُعرض البطاقة عادةً لمدة أسبوع بسعر الاكتتاب. في العام نفسه، أطلقت توكنزون منصة رقمية للمقتنيات، استخدمتها شركات الإعلام لتوزيع المحتوى على شكل بطاقات تداول رقمية. كانت الكمية المباعة تعتمد على عدد الأشخاص الراغبين في الشراء، ولكنها كانت محدودة بحد أقصى معين. بعد البيع، كانت البطاقات تُحفظ في مستودع مُكيّف ما لم يطلب المشتري التوصيل، ويمكن تداول البطاقات عبر الإنترنت دون الحاجة إلى تغيير المالك إلا في الوضع الافتراضي. في يناير 2012، أعلنت توبس أنها ستتوقف عن إنتاج خط منتجات eTopps.
تم تقدير سوق ألعاب الورق الرقمية القابلة للتحصيل بنحو 1.3 مليار دولار في عام 2013. وقد حاول عدد من الشركات الناشئة في مجال التكنولوجيا ترسيخ وجودها في هذا المجال، ولا سيما شركة ستامبي (إسبانيا، 2009)، وفانتوم (أيرلندا، 2011)، ودوك داغ (إسرائيل، 2011)، وتوسايت (النمسا، 2013).
أطلقت مجموعة بانيني منصة (أدرينالين أكس لارج) مع مجموعة بطاقات تداول NBA وNFL. وتعاونت Connect2Media مع Winning Moves لإنشاء تطبيق آيفون لاستضافة مجموعة من بطاقات التداول، بما في ذلك بطاقات الديناصورات وبطاقات جيمس بوند - 007 وبطاقات المشاهير وبطاقات كرة العلكة 3000 وبطاقات نجوم كرة القدم الأوروبية وبطاقات إن بي أي. في عام 2011، أطلقت تقنيات ماي تيك mytcg منصة لاستضافة محتوى بطاقات التداول الرقمية.
في الأول من يوليو عام 2011، رفعت شركة وايلدكات للملكية الفكرية دعوى قضائية ضد 12 مدعى عليهم، بما في ذلك Topps وشركة Panini وشركة سوني وشركة الفنون الإلكترونية وKonami وبوكيمون وZynga وNintendo، بتهمة انتهاك براءة اختراع بطاقة التداول الإلكترونية "وايلدكات".
في عام 2012، أطلقت شركة توبس أيضًا أول تطبيق هاتفي لها: توبس بانت، وهو تطبيق يتيح للمستخدمين التواصل مع معجبين آخرين في بيئة ألعاب تشبه دوريات الخيال، حيث يمكنهم جمع اللاعبين وكسب نقاط من اللعب والتبادل والتنافس مع معجبين آخرين. بعد ثلاث سنوات، أطلقت الشركة نفسها تجربة رقمية في أوروبا (مستهدفة جغرافيًا باستثناء الولايات المتحدة الأمريكية) مع تطبيق مارفل هيرو أتاكس، مستخدمةً الصيغة الرقمية كطبقة إضافية على منتجها المادي.